# Форманюк Еліна Юріївна
Еліна Юріївна Форманюк (1 січня 1989, Берестечко, Волинська область, Україна) — українська журналістка та поетеса, лауреатка літературних конкурсів, переможниця юнацьких турнірів з журналістики. Активна учасниця заходів літературної студії Лесин кадуб і Волинської обласної організації НСПУ, з 2019 у Національній спілці письменників України.

## Біографічна довідка
Народилася в Берестечку, частину дитинства провела в Бродах, куди перевели її батька, військовослужбовця. Там почала ходити в школу та займатися літературною творчістю. Однак перші помітні успіхи прийшли вже у старшій школі, під час навчання у Луцькій гімназії №21 ім. М.Кравчука, в літературній студії Лесин кадуб та обласному відділенні МАН. За інформацією сайту Гімназії, Еліна — призерка міських олімпіад з англійської та української мов, призерка (2005) та переможниця (2006) в обласному конкурсі-захисті науково-дослідницьких робіт в секції “Літературна творчість”. Переможниця міського етапу конкурсу ім. Петра Яцика. В складі команди Волинської області Четверта влада призерка (2005) і переможниця (2006) Всеукраїнського турніру юних журналістів. З 2010 року - член журі всеукраїнського етапу цього турніру. Серед своїх літературних наставників згадує Йосипа Струцюка, Олену Пашук, Ольгу Ляснюк, відзначає ту значну підтримку, що їй надали коліжанки зі студії Лесин кадуб та гімназія №21 ім. М.Кравчука.
Випускниця Інституту філології та журналістики Східноєвропейського національного університету ім. Лесі Українки 2010 року за спеціальностями “Видавнича справа та редагування” (2010), "Прикладна лінгвістика" (2011), згодом — аспірантка кафедри соціальних комунікацій того ж закладу. 2007-2009 і 2011-2014 працювала в інтернет-виданні Волинська правда випусковою редакторкою, авторкою молодіжного журналу "Птаха".
Одружена.
З 2014 по 2019 мала перерву в творчості та професійній діяльності. У цей час продовжувала навчання в аспірантурі, співпрацювала з юними журналістами як тренерка команди Четверта влада. Брала участь у спілчанських творчих зустрічах зі студентами й школярами, зокрема у щорічному Всесвітньому дні поезії.

## Літературна діяльність
Завдяки співпраці зі студією Лесин кадуб з'явилася її перша поетична збірка — "По різні боки веселки" (2006). Того ж року поезія Еліни ввійшла до альманаху Волинської обласної організації НСПУ "Світязь" у рубриці Нове ім'я. 2007 її тексти були надруковані в журналі Київська Русь, 2010 — в журналі Дніпро. Публікувалася і в колективних збірках: "Тринадцятьнатринадцять" (2007), "ЛІТпошта" (2009), "Дотик. Антологія польсько-української поезії" (2009), "Антологія літератури письменників Волині: Під Лесиним небом" (2019).
У 2009, в двадцять років стала призеркою обласного літературного конкурсу Неповторність, у якому брали участь молоді люди віком 15-30 років. Фіналістка Молодої республіки поетів 2010. Учасниця літературної сцени фестивалю Бандерштат (2010, 2012 і 2013 рр.). 2019 року перемогла на п'ятому поетичному фестивалі Лицар Карпат в Ужгороді (перша премія у номінації Поетична добірка), 2020 рік - переможниця літературного інтернет-конкурсу "Осьмачка -125".
Після багаторічної співпраці з Волинською обласною організацією Спілки письменників, 2019 року ввійшла до складу Національної спілки письменників України.
В останні тижні 2020 року вийшла друком, а в січні 2021 була презентована друга збірка поезій Еліни Форманюк — "Срібло і світло" (Луцьк, ПВД "Твердиня", 80 с.). Видання збірки було здійснене в рамках проекту ВОО НСПУ, підтриманого Українським культурним фондом; ілюстрації та обкладинку створив брат поетеси, Тарас Юрійович.

### Характеристика творчості
Еліна Форманюк відома завдяки своїм віршам, однак у її доробку є і прозові твори, принаймні одна казка, що ввійшла в збірку "Дерево казок" (2015). Як поетеса Еліна однаково вправна у верлібрах та силабо-тонічних віршах.
Петренко Л.О. в своїй статті "Мовна гра як засіб утілення образів часу та простору в українській поезії початку ХХІ ст." включила вірш Еліни в огляд засобів поетичної мови в сучасній поезії, зокрема, аналізувала використання біблійних образів для створення неочікуваних іронічних ефектів. 
Жанрова та тематична палітра творчості Еліни Форманюк також багата: це і любовна, і філософська лірика, історичні та фольклорні мотиви, зокрема, пов'язані з козаччиною, народними приказками та прислів'ями. Останніми роками (згідно з інтерв'ю авторки навесні 2020) вагомішу роль у її творчості почали відігравати соціальні, суспільно-політичні теми (зокрема, російсько-українська війна). Один із найновіших (станом на 2020) поетичних циклів присвячений українським митцям Розстріляного відродження.